# 신정동 (양천구)
신정동(新亭洞)은 서울특별시 양천구에 위치한 법정동이다. 동쪽은 영등포구 문래동, 서쪽은 신월동, 남쪽은 구로구 고척동, 개봉동과 만나며, 북쪽은 목동, 강서구 화곡동과 접한다. 면적은 6.94km2, 인구는 18만 2755명(2008년)이다. 서울 양천구 신정동은 행정동인 신정1 ~ 7동으로 이루어져 있다.

## 관공서
- 신정1동주민센터
- 신정2동주민센터
- 신정3동주민센터
- 신정4동주민센터
- 신정6동주민센터
- 신정7동주민센터
- 양천구청
- 서울양천경찰서
- 서울출입국관리사무소
- 서울남부지방법원
- 서울남부지방검찰청
- 양천세무서

## 교육 기관
- 서울갈산초등학교
- 서울계남초등학교
- 서울남명초등학교
- 서울목동초등학교
- 서울서정초등학교
- 서울신기초등학교
- 서울신목초등학교
- 서울신서초등학교
- 서울신은초등학교
- 서울양동초등학교
- 서울양명초등학교
- 서울양목초등학교
- 서울은정초등학교
- 서울장수초등학교
- 서울지향초등학교
- 금옥중학교
- 목동중학교
- 목일중학교
- 봉영여자중학교
- 금옥여자고등학교
- 목동고등학교
- 백암고등학교
- 신서고등학교
- 신목고등학교
- 양천고등학교
- 영상고등학교
- 사교육은 주로 목동 학원가에서 이뤄진다.

## 교통

### 화물
- 서부트럭터미널

### 버스
- 양천공영차고지

### 도로
- 남부순환로
- 국회대로
- 등촌로
- 목동로
- 목동동로
- 목동서로
- 신월로
- 신정로
- 신목로
- 도림천로
- 중앙로

### 철도
- 서울교통공사 신정차량사업소
- 서울 지하철 2호선 양천구청역, 신정네거리역
- 서울 지하철 5호선 신정역

## 갤러리

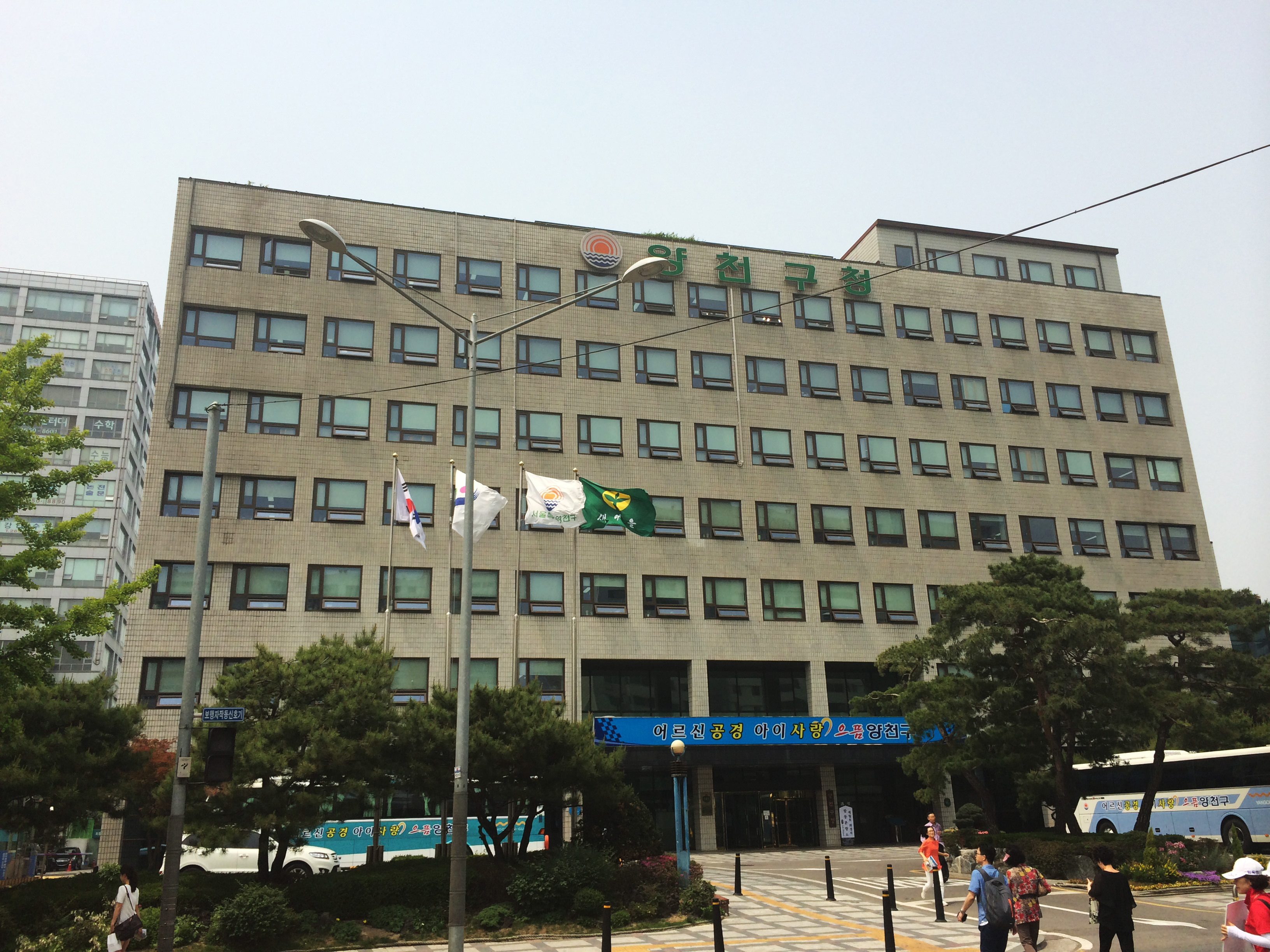
양천구청 전경

## 아파트
| 단지명                    | 건설사          | 시행사                               | 주소                   | 입주        | 비고                |
| ------------------------- | --------------- | ------------------------------------ | ---------------------- | ----------- | ------------------- |
| 신정현대 5차              | 현대산업개발    | 현대산업개발                         | 양천구 신정로 300      | 1999년 11월 |                     |
| 신정현대 6차              | 현대산업개발    | 신정시영아파트 재건축주택조합        | 양천구 신정로 170      | 2000년 10월 |                     |
| 신정 아이파크             | 현대산업개발    | 현대산업개발 신세계아파트 재건축조합 | 양천구 목동동로 180    | 2002년 7월  | 신정동신세계 재건축 |
| 신정 롯데캐슬             | 롯데건설        | 동일대흥유진 재건축주택조합          | 양천구 신목로12길 22   | 2004년 11월 |                     |
| 목동현대                  | 현대건설        | 신정제6-1구역 주택개량재개발조합     | 양천구 목동동로12길 60 | 1997년 7월  |                     |
| 목동 힐스테이트           | 현대건설        | 신정제4구역 주택재개발정비사업조합   | 양천구 중앙로36길 15   | 2016년 5월  | 신정4구역 재개발    |
| e편한세상 신정            | 삼호㈜          | 삼호㈜                               | 양천구 신정로13길 38   | 2004년 2월  |                     |
| 푸른마을 동일하이빌 1단지 | 동일토건㈜      | 동일토건㈜                           |                        | 2005년 10월 |                     |
| 푸른마을 동일하이빌 2단지 | 동일토건㈜      | 동일토건㈜                           |                        | 2005년 10월 |                     |
| 신트리 1단지              | 진흥기업        | 서울주택도시공사                     | 양천구 신정로 293      | 1999년 5월  |                     |
| 신트리 2단지              | 진흥기업        | 서울주택도시공사                     | 양천구 신정로 275      | 2000년 5월  |                     |
| 신트리 4단지              | 자유건설㈜      | 서울주택도시공사                     | 양천구 신정로 260      | 2000년 5월  |                     |
| 신트리 3단지              | 진흥기업        | 서울주택도시공사                     | 양천구 신정로 290      | 2000년 10월 |                     |
| 학마을 1단지              | 두산건설        | 서울주택도시공사                     | 양천구 신정로14길 6    | 2000년 10월 |                     |
| 학마을 2단지              | 두산건설        | 서울주택도시공사                     | 양천구 신정로14길 1    | 2000년 10월 | 공공임대            |
| 푸른마을 1단지            | 현대건설 ㈜태영 | 서울주택도시공사                     | 양천구 신정로7길 70    | 2001년 2월  | 공공임대            |
| 푸른마을 2단지            | 현대건설        | 서울주택도시공사                     | 양천구 신정로7길 76    | 2001년 2월  |                     |
| 푸른마을 3단지            | ㈜태영          | 서울주택도시공사                     | 양천구 신정로11길 63   | 2001년 2월  |                     |
| 푸른마을 4단지            | ㈜태영          | 서울주택도시공사                     | 양천구 신정로7길 60-7  | 2002년 8월  |                     |
| 학마을 3단지              | ㈜태영          | 서울주택도시공사                     | 양천구 신정로 225-12   | 2002년 8월  |                     |